# Brachinepticula
Brachinepticula is een geslacht van vlinders van de familie van de dwergmineermotten (Nepticulidae). De wetenschappelijke naam voor dit geslacht is voor het eerst voorgesteld door Jonas Rimantas Stonis en Arūnas Diškus in een publicatie uit 2018.

## Soorten
- Brachinepticula colombica Remeikis, Mey & Stonis, 2023[2]
- Brachinepticula elongata Remeikis & Stonis, 2018
- Brachinepticula melania Remeikis, Mey & Stonis, 2023[2]
- Brachinepticula plurilobata Diškus & Stonis, 2018